# Československý pavilon na Světové výstavě 1935
Československý pavilon na Světové výstavě 1935 byl výstavní prostor navržený architektem Antonínem Heythumem, který sloužil k propagaci Československa na této výstavě. Výstava se konala od 27. dubna do 3. listopadu 1935 v belgickém Bruselu.

## Přípravy
V architektonické soutěži vybrala čtyřčlenná porota ze tří uchazečů projekt architekta Antonína Heythuma, který navrhl společně s pavilonem také řešení výstavní expozice. Na realizaci stavby pavilonu byla vypsána na začátku roku 1935 omezená soutěž pro československé a belgické firmy. Komise vybrala z pěti nabídek firmu Bedřicha Sirotka.

## Popis
Kvůli dočasnému charakteru stavby zvolil architekt Heythum převážně dřevěnou konstrukci pavilonu. Realizace stavby budovy trvala pouhých 45 dní a vnitřní zařízení bylo dokončeno za 32 dní, pracovalo se ale ve dne i v noci, aby byl dodržen termín slavnostního zahájení.

Stavbu ve stylu funkcionalismu tvořily dva propojené kubusy, které jako celek tvořily obdélníkový půdorys o celkové výměře zhruba 1 000m2. Vstupní halou s proskleným průčelím, vysokou přes 11m, se procházelo do nižší části pavilonu s proskleným zatravněným atriem uprostřed. Tato část sloužila jako výstavní galerie. Její vnější obvodové stěny neměly žádná okna, světlo dovnitř procházelo tzv. lucernovými okny v kombinaci se šedovými střechami osazenými ve vnitřních stěnách obklopujících atrium. Součástí pavilonu byla tradičně také restaurace s plzeňským pivem.
| „                 | Osvětlení důsledně provedeno tak, aby návštěvník nikde okno neviděl, a světlo přicházelo vždy za jeho zády, nebo okna jsou tak skryta, že osvětlují pouze expozice nebo výstavní plochy a teprve odražené světlo přisvětluje komunikace. | “ |
| — Antonín Heythum | |   |

Do prostoru vstupní haly Heythum zavěsil sportovní vrtulový jednoplošník Praga E-114 Air Baby. Druhou dominantu tvořila busta T. G. Masaryka od Jana Štursy a třetí šestimetrová československá vlajka zavěšená na bílém štíhlém pilíři, do něhož byl zabudován ventilátor, aby vlajka neustále vlála.
Výstavní část byla ze scénografického hlediska řešena velmi originálním způsobem. Při členění výstavy byl upřednostněn propracovaný model více menších prostor před jednou velkou halou. Aby nedocházelo ke zbytečnému rozptylování diváka, byla expozice jednosměrná, jednotlivé exponáty byly umístěny pouze po jedné straně a návštěvník byl instalací, která se vinula kolem atria, jasně veden. Celkovou atmosféru umocňovalo důmyslné osvětlení založené na principu nasvícení vitrín zezadu přímým denním světlem, bez toho aniž by byla vidět okna. Přirozené sluneční paprsky procházely prosklenými plochami ve střeše pavilonu a dovnitř byly přiváděny speciálními odraznými deskami.
Ve výstavní části pavilonu návštěvníci nalezli velké diorama Tater obklopené křišťálovými pruty a doplněné malým bazénkem s tryskající vodou. Následovaly expozice jednotlivých firem a ministerstev, vystaveno bylo české sklo, bižuterie, porcelán, krajka, automobily a stroje, nábytek a  hudební nástroje.

### Ocenění
Nástroje Petrof získaly na Expu zlatou medaili a architekt Heythum zvláštní ocenění za způsob osvětlení lucernovými okny.